# Gladiator Academy
Gladiator Academy (in spagnolo Academia de Gladiadores) è una serie televisiva a disegni animati prodotta da BRB Internacional e Telecinco. È stato trasmesso in Italia su Italia 1 dal 7 settembre 2003 al 29 febbraio 2004.

## Trama
Un gruppo di quattro giovani gladiatori vive sull'isola mediterranea di Cornucopia all'epoca dell'Impero Romano. Lavorano nel Colosseo dell'isola e proteggono l'isola dalle più disparate minacce.

## Personaggi
- Adone: Il leader del gruppo di gladiatori, atletico e affascinante. È vanitoso e ossessionato dal suo aspetto.
- Arena: Una gladiatrice forte e agile dai capelli rossi. È intelligente ma piuttosto spericolata.
- Nilo: Il membro più basso del gruppo, con la capacità di avere buone idee. È molto logico.
- Colosso: Un gladiatore molto gentile e grande con la forza di sollevare rocce con una sola mano. Non è molto sveglio.
- Dolcino: Un bambino di otto anni che governa la Cornucopia. È molto responsabile per la sua età.
- Serpi: Lo zio di Dolcino. Anche se nessuno lo sospetta, in realtà desidera essere lui il governatore di Cornucopia, e quasi ogni problema che i protagonisti devono affrontare negli episodi è, in qualche modo, legato a lui. Alla fine però, non solo gli eroi sventano tutti i suoi piani, ma spesso appare evidente che, se non ci fossero riusciti, anche Serpi avrebbe finito per rimetterci.
- Delicatessus
- Gladys
- Minima
- Imperatore Gluteus Maximus
- Prima statua
- Seconda statua

## Episodi
1. Lo scalpello magico (El arte del engaño)
2. Inganno imperiale (Sporadicus)
3. Un amore di pianta! (Los flores del mal)
4. Dolcino alla riscossa (El gladiador más pequeño)
5. Bimbi da combattimento (Bebes en Gladiadorlandía)
6. Regalo incantato (El regalo de cumpleaños infeliz)
7. Gladiatori in gonnella (La venganza de chicas gladiadoras)
8. Vacanze Cornucopiane (Vacaciones en Coruncopia)
9. Cucciolo extra large (Al escondite Hyndrés)
10. La scommessa (El Anfitrión)
11. Una moglie per Dolcino (Luna de miel a la vista)
12. Arrivano gli Unni (La conspiración del unicornio)
13. Isola in alto mare (Tierra a la vista)
14. Vietato divertirsi (Se acaba el juego)
15. Un rubacuori a Cornucopia (La Escoria de Roma)
16. Un salto nel passato (Ojo por ojo)
17. Romolo, Remo e i gladiatori (Mocosos celestiales)
18. Il Colosseo di Nettuno (Ojos que nos ven - pelillos a la mar)
19. La regina dei Ciclopi (El cíclope que pudo ser reina)
20. Provaci ancora, Adone! (La batalla más larga)
21. Vanità in campo (Los bellas bestias)
22. L'esperienza insegna (La escuela de la vida)
23. Gladiatore ruggente (El último león del imperio)
24. L'uomo venuto dal nord (Los ayudantes de Magnusson)
25. I tre imperatori (Ave Sinus Caesar)
26. I Gladiatori selvatici (Algo raro se cuece)

## Doppiaggio
| Personaggio                | Doppiatore italiano       |
| -------------------------- | ------------------------- |
| Arena                      | Alessandra Karpoff        |
| Adone                      | Ivo De Palma              |
| Dolcino                    | Cinzia Massironi          |
| Minina                     | Graziella Porta           |
| Nilo                       | Diego Sabre               |
| Colosso                    | Nicola Bartolini Carrassi |
| Gladys                     | Luca Bottale              |
| Serpi                      | Claudio Moneta            |
| Imperatore Gluteus Maximus | Riccardo Peroni           |
| Delicatessus               | Giovanni Battezzato       |
| Prima Statua               | Graziella Porta           |
| Seconda Statua             | Giuliana Nanni            |
| Voce narrante              | Donatella Fanfani         |